# SoundHound
SoundHound（サウンドハウンド）は、サウンドハウンド社が提供する音楽認識検索アプリケーション。流れている曲を聴かせたり、気になる曲の鼻歌（アカペラ）を聴いて識別できる、曲名検索アプリ。オレンジ色のボタンがあり、ここを押すと聞き取りが開始され、画面表示に「聴きとり中」と表示される。途中で歌い終わりたいときは再びオレンジ色のボタンを押す。

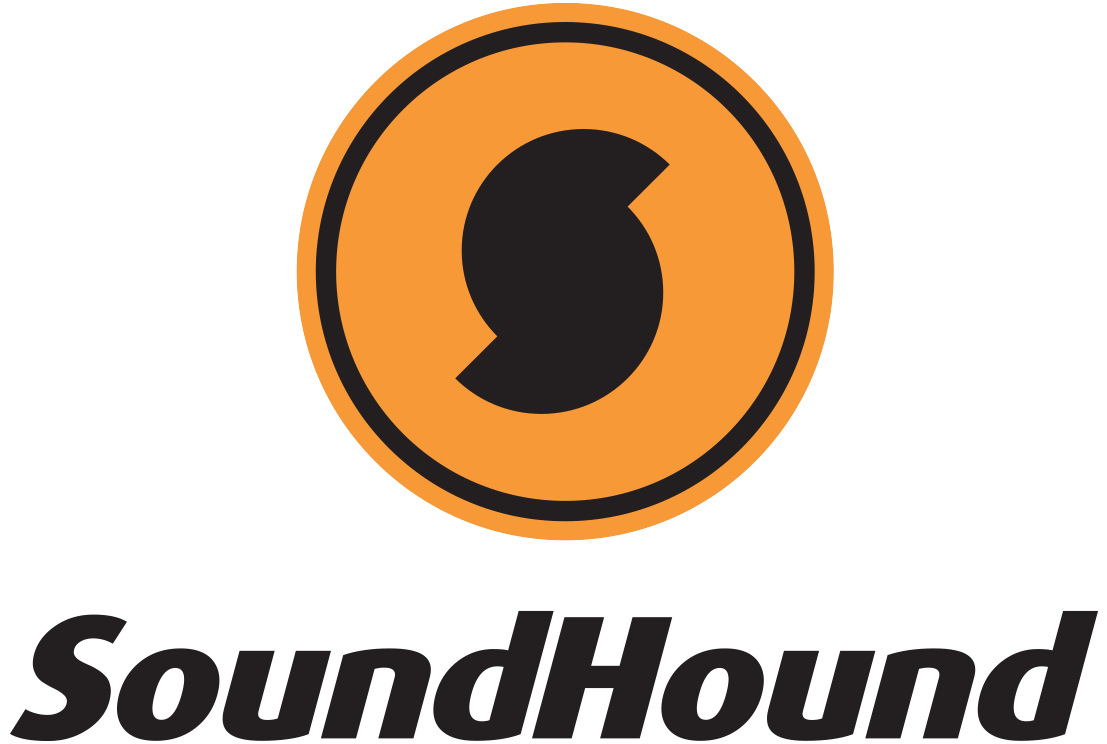

## 概要
SoundHoundは音楽検索のためのモバイルアプリで、iOS、Android、Windows Mobile、BlackBerryに準拠する、ほとんどのモバイル端末に対応している。2015年5月現在、世界で2億6000万を超えるユーザが利用。
2008年に発表された、Melodis Corporationの「midomi mobile」が前身アプリ。当初はハミング検索をメイン機能としてリリースされたが、ユーザのニーズを考慮しオリジナル曲検索への対応も強化した。
2010年、アプリ名および社名を「SoundHound」に変更し、アプリデザインやUI、機能も大幅にリニューアルし、全ての機能とブランディングの強化が図られた。TV、ラジオ、BGM等の楽曲を聞かせても、自ら歌っても、どちらの方法でも楽曲検索できる、現在唯一のアプリである。現在のアプリでは、検索結果だけでなく、検索履歴、アーティスト情報、各国の検索ランキング、世界中の検索状況がわかる音楽マップ(現在は廃止)など、音楽や検索を楽しめる機能が充実している。また検索した曲を、様々なソーシャルツールでシェアすることも可能。
全て自社で開発した、音楽認識技術を使用している。自社開発のノイズディテクション機能もあり、店で流れる曲や、ナレーションが入るCM曲なども、かなりの精度で検索が可能
提供元は、米国SoundHound Inc.。2005年に設立された、シリコンバレー企業である。2007年に日本法人が設立されている。
日本では、ヤマハ、カラオケJOYSOUNDのエクシング、レコチョクなどとのパートナーシップがあり、KDDIのauスマートパスや楽曲検索へのサービス提供や、カシオ計算機のG-SHOCK GBA-400へのライセンス提供など、幅広い展開をしている